# お笑い街頭録音
『お笑い街頭録音』（おわらいがいとうろくおん）は朝日放送（ABCラジオ）で、1954年から1961年に放送した演芸番組である。日曜19時から19時30分に放送。

## 概要
NHKラジオ第1放送で放送された『街頭録音』のパロディーとしたラジオ番組で、日常の話題と問題について庶民的な志向から探り出して、中田ダイマル・ラケットが公開録音の会場に訪れた一般人にインタビューするというもので、ダイマル・ラケットと一般人の掛け合いが人気を得た。面白い回答があった場合は賞品として、提供スポンサーの大塚製薬からオロナインH軟膏が贈呈された。
「言うてみてみ！聞いてみてみ！！」とダイマルが発するキャッチコピーは後の漫才でネタとして数多く使用した。
関東地方は、ニッポン放送で当番組を放送した。
1955年 日本民間放送連盟賞（当時は民放連番組コンクール）の演芸・娯楽部門番組最優秀賞を受賞している。受賞作品は「パチンコは是か非か？」